# Чанчжэн-2E
Чанчжэн 2E или CZ-2E или «Чанчжэн-2E» (кит. трад. 長征二號E, упр. 长征二号E, пиньинь Chángzhēng èr hào E, палл. Чанчжэн эр хао E, буквально Чанчжэн 2E) — трёхступенчатая ракета-носитель Китайской Народной Республики, которая эксплуатировалась для вывода коммерческих телекоммуникационных спутников на околоземную орбиту. После двух неудачных запусков ракеты-носителя CZ-2E было решено перейти на использование модели CZ-3B. В настоящее время не эксплуатируется.
Послужила основой для модели CZ-2F, при помощи которой были осуществлены пилотируемые полёты в рамках миссии Шэньчжоу.

## История запусков
Первый полёт CZ-2E состоялся 16 июля 1990 года. Всего было осуществлено 7 запусков. Первый неудачный старт пришёлся на запуск спутника Optus B2 21 декабря 1992 года. Причиной аварии стало воспламенение обтекателя приборного отсека через 45 секунд после взлёта. 25 января 1995 года при запуске Apstar 2 случился ещё один аварийный старт по той же причине. В результате взрыва ракеты-носителя и падения её обломков на близлежащие дома погибла семья из 6 человек. В конце того же власти отказались от эксплуатации данной модели в пользу более современного аналога.